# De Indringer (Storm)
De indringer is een cluster van zelfreplicerende sondes (die door een fout in de software niet langer ieder een eigen richting kozen maar bij elkaar bleven) in de sciencefictionstripreeks Storm. De cluster vormde een bedreiging voor Pandarve omdat de planeet zich in de baan van de indringer bevond. De godin Pandarve stuurde daarom Storm, vergezeld van Roodhaar, Marduk, Nomad en Rak*El naar de indringer om het gevaarte te onderzoeken en mogelijk te vernietigen.

## Geschiedenis
In de 21e eeuw werd vanaf de Aarde een ruimte-ark, met daarin alle menselijke kennis en een compleet genenarchief van alle soorten leven op aarde, gelanceerd die in staat was een replica van zichzelf te bouwen. Na enkele millennia ontstond er een mutatie in het oorspronkelijk programma. De primaire instructie > 4 & X (go forth and multiply) raakte aangetast en de sondes gingen niet langer verschillende kanten op, maar bleven bij elkaar. Na miljoenen jaren door het heelal gereisd te hebben werd de fout in het programma hersteld door Storm en brak de cluster uiteen in zijn verschillende sondes waarna deze hun oorspronkelijke missie hervatte.

## Rol in de strip
Storm, Roodhaar en Nomad reizen vergezeld van Marduk en Rak*el in een zelfgemaakte raket naar de indringer om een botsing met Pandarve te voorkomen. Ze dalen af naar het binnenste van de cluster en doorkruisen verschillende sondes, stuk voor stuk bevolkt door Aardse levensvormen (zo is er een 19e-eeuws Londen, een hemel en een hel en een onderwaterwereld). Na vele omzwervingen komen ze bij de centrale computer waar Storm de fout in de software herstelt.
Er wordt gehint dat de bewoners, 'nieuwe mensen', onsterfelijk zijn. Cocons zoals het 19e-eeuwse Neu-London moet immers bewaard blijven zoals het is, met altijd een Sherlock Holmes, een Fagin en een Queen Victoria. Daarom verouderen de bewoners niet en hoeven ze zich niet voort te planten; alleen dieren hebben daarom geslachtsorganen. Deze ontdekking bij Roodhaar brengt bij de engelen in de hemelcocon een schrikreactie voort, waarop de Heer de aartsengel Gabriel beveelt hen te verbannen naar de Hel. Naast 'nieuwe mensen' en dieren leven in veel cocons ook engelen, duivels, monsters en demonen.
Door bugs in het computerprogramma zijn er ook enige foutjes in de cocons geslopen. Zo heet de assistent van Sherlock Holmes Wah Tzun in plaats van Watson en is Chinees, heet Fagin Fuggin, en is koningin Victoria eigenlijk de travestiete koning Victor. In een andere cocon die een moderne stad bevatte, veroorzaakte een bug de plotselinge omkering van de zwaartekracht, zodat de bewoners en vliegtuigen te pletter vielen tegen het hemelplafond.